# Ненартович, Николай Эдуардович
Николай Эдуардович Ненартович — российский учёный в области радиолокации, радионавигации, генеральный конструктор Публичного акционерного общества «Научно-производственное объединение „Алмаз“ имени академика А. А. Расплетина» (ПАО НПО «Алмаз»)

## Биография
Родился 24 августа 1945 года в Ленинграде. Сын Ненартовича Эдуарда Викентьевича (1919—1993), лауреата Государственной премии СССР.
Окончил Московский физико-технический институт по специальности «Радиоэлектронные устройства» (1969).
С 1969 года работал в МКБ «Стрела» (ныне ПАО «НПО „Алмаз“»): аспирант, техник, инженер, старший инженер, ведущий инженер, руководитель группы, начальник сектора — заместитель главного конструктора системы, первый заместитель генерального конструктора, заместитель генерального директора по организации НИОКР, .
С июня 2014 года — генеральный конструктор ПАО «НПО „Алмаз“» (до июля 2015 г. ОАО «ГСКБ „Алмаз-Антей“»), заместитель генерального директора по организации НИОКР.

## Научная деятельность
Участвовал в создании ЗРС комплекса С-300П (ПМ), в разработке алгоритмов функционирования системы в условиях боевого применения. Руководил разработкой многофункционального радиолокатора для ЗРС средней дальности.
Кандидат технических наук (1984). Заведующий кафедрой «Конструирование радиоэлектронной аппаратуры» МГТУ МИРЭА.
Автор более 50 научных трудов, получил 7 авторских свидетельств на изобретения, патентов.

## Награды и звания
Лауреат Государственной премии РФ за работы по С-300 ПМ (1997), Почетный радист. Награждён орденом «Знак Почёта» (1981).